# Instituto de Educação do Amazonas
O Instituto de Educação do Amazonas, também conhecido como IEA, é uma escola pública na cidade brasileira de Manaus, localizada no centro da capital do Amazonas, perto do Teatro Amazonas. É uma das mais tradicionais e mais antigas instituições de ensino médio e fundamental do Estado, nasceu da necessidade de se ter na cidade uma escola tradicional que formasse professores para a prática do ensino. Hoje é dedicada à formação de estudantes do ensino secundário e primário.

## História
Foi fundada em 4 de novembro de 1880. Na época, o Dr. Alarico José Furtado era o presidente da província, que nomeou o Dr. Epifânio José Pedrosa como diretor da escola. Assim nasceu o Instituto de Educação do Amazonas, sob o nome de Escola Superior Normal, sua eminente jornada de formação de professores. Mais de oito meses após sua inauguração, em 3 de novembro de 1882, houve a reformulação de alguns dos vínculos dos Estabelecimentos de Ensino, o que obrigou a Escola Normal a ser vinculada à Província sob o nome de Lyceu Provincial. Assim, o Lyceu e começou a funcionar no prédio da escola.
A mudança na administração provincial sempre levou a mudanças no quadro administrativo da escola. De 1884 a 1886, a Escola Normal começou a funcionar no Orfanato Elisa Souto, separando-se do Lyceu Provincial, que havia recuperado sua autonomia administrativa e educacional.
Alguns anos depois, o sistema educacional da Federação, impulsionado pelo regime republicano e pelas inovações desses momentos políticos, impôs uma nova mudança na educação dos Estados. Em 1890, o nome Lyceu morreu, a Escola Normal tornou-se um Instituto Superior Normal e retornou ao Ginásio Amazonense Dom Pedro II.
Em 1911, o Instituto Superior Normal é dirigido pelo Professor Benjamim Ferreira Vale, o número de alunos aumenta e a Escola começa a utilizar as salas em que o Congresso Amazonense funciona e se separa novamente do Ginásio. A localização da sede era desejável.
Em 1933, o Capitão Nelson Mello mudou a sede, após muitas reformas, para o atual Centro Cultural Palacete Provincial, que já havia sido instalado ali em 1933, no andar superior, com 8 salas de aula, no salão para solenidade e nas salas especiais de desenho e artesanato e economia doméstica.
Marcado por mudanças significativas, principalmente devido à inauguração da sede, o ensino normal experimentou um intenso dinamismo em 1940.
Em 1944, na administração de Álvaro Maia, foi instalado no majestoso edifício ao redor da praça Antônio Bittencourt. Este edifício foi o resultado do grande projeto de Domenico De Angelis para abrigar o Palácio do Governo, que ali havia instalado de 1945 a 1973, obrigando o Instituto de Educação a retornar ao Ginásio Dom Pedro II do Amazonas.

## Denominação atual
A atual denominação de Instituto de Educação do Amazonas, data de 3 de outubro de 1965, no governo de Arthur César Reis.